# The Mystery of Natalie Wood
The Mystery of Natalie Wood är en australisk-amerikansk TV-film från 2004 i regi av Peter Bogdanovich. 

## Rollista i urval
- Justine Waddell - Natalie Wood
- Michael Weatherly - Robert Wagner
- Matthew Settle - Warren Beatty
- Colin Friels - Nick Gurdin
- Elizabeth Rice - Natalie Wood som tonåring
- Grace Fulton - Natalie Wood, som barn
- Robert Taylor - Nicholas Ray
- Alice Krige - Maria Gurdin
- Malcolm Kennard - Christopher Walken
- Christopher Pate - Elia Kazan
- John Noble - Irving Pichel, regissör
- Barry Langrishe - Jack Warner
- Steven Vidler - Richard Gregson
- Sophie Monk - Marilyn Monroe
- Nathalie Roy - Lana Wood